# Parn
Parn (パーン?) è un personaggio immaginario, protagonista del franchise giapponese Record of Lodoss War, ideato da Ryō Mizuno. Parn è uno dei protagonisti della serie OAV Record of Lodoss War e della prima parte della serie Record of Lodoss War: La saga dei cavalieri. In Legend of Crystania, terzo capitolo animato della serie, invece non compare affatto.

## Il personaggio
Diciottenne, figlio di Tessius, un Cavaliere del Sacro Ordine. Tessius era al servizio di Re Farhn, ma fu disonorato, accusato di aver causato la rovina del regno e morto in una guerra contro Marmo. Parn è del tutto deciso di ripristinare l'onore del padre ed indossa orgogliosamente la sua armatura. Tale attaccamento e desiderio di riscatto viene sottolineato anche dal rifiuto che egli oppone al re Farhn, quando questi è intenzionato a regalargli un'armatura nuova recanti gli emblemi del regno di Valis, proprio per non tradire la memoria del padre. Tale espediente permette anche a Parn di rimanere cavaliere libero e non legarsi a uno dei regni di Lodoss, espediente che ripeterà anche nei confronti di Re Kashu di Flaim.
L'opportunità di restituire l'onore e la dignità alla propria famiglia, arriva quando riesce a sgominare dei goblin che avevano attaccato il suo villaggio. L'ostilità dei compaesani, convinti che le gesta eroiche del ragazzo potessero portare nuove sciagure, e la venuta di nuovi compagni spingono il giovane a partire per cercare fortuna altrove. Parn, nonostante l'inesperienza e la goffaggine, diverrà un leader per la propria gente ed intorno a lui riuscirà a riunire una serie di alleati e amici, in particolar modo la bella elfa Deedlit, della quale si innamorerà.
Parn è di carattere impulsivo e coraggioso, spingendosi spesso sino ai limiti dell'irresponsabilità, ed è anche ambizioso e testardo. Il suo migliore amico è Etoh, che conosce sin dall'infanzia.

### Aspetto
Quando non è in tenuta da battaglia, Parn si presenta come un ragazzo qualsiasi vestito alla moda del tempo. Per indossare l'armatura del padre, invece, veste sempre una divisa verde e grossi guanti marroni. L'armatura, robusta e pesante, è composta da busto e schiniero, ampie spalliere, panciera e cosciali, parastinchi e ginocchiere. Stranamente non v'è alcuna protezione per la testa e per le braccia. In un primo momento Parn lotta con la spada ereditata dal padre assieme all'armatura, ma, quando essa si spezza in battaglia, eredita dal defunto re Farhn la Spada Santa.

### Poteri e abilità
Parn non ha alcun potere magico o sciamanico, tuttavia è molto abile nel combattimento e presenta all'inizio della storia buone doti naturali verso la scherma. Man mano che la trama si svolge, Parn diventerà un esperto cavaliere, accrescendo il proprio talento di spadaccino grazie ai molti duelli di allenamento e alle molte battaglie. Tre sono le figure chiave della sua crescita militare: il compagno Ghim, che gli fa da maestro quando è alle prime armi, spronandolo facendo leva sul suo orgoglio; Re Kashu, consapevole del potenziale e delle doti naturali del ragazzo, a cui Parn si rivolge quasi come suo mentore; Lord Ashram, rivale mortale del giovane, i cui duelli senza esclusione di colpi saranno una tappa fondamentale per la propria maturazione (nella tecnica della spada e nella mentalità di guerriero).

## Doppiatori
In Record of Lodoss War, Parn è doppiato in giapponese da Takeshi Kusao, in inglese da Billy Regan, in italiano da Claudio Moneta, in francese da     
Arnaud Arbessier, in Spagnolo da Alberto Mieza ed in tedesco da Timmo Niesner. Anche in Chronicles of the Heroic Knight, Parn è stato doppiato in giapponese da Takeshi Kusao, mentre in italiano da Diego Sabre.